# Рабкин, Иосиф Хаимович
Иосиф Хаимович Рабкин (род. 9 ноября 1926 года) — советский и российский учёный-рентгенолог, член-корреспондент РАМН (1991), член-корреспондент РАН (2014).
В 1949 году — окончил Московский медицинский институт[какой?].
С 1950 по 1956 годы — служба в армии: войсковой врач, затем начальник отделения военного госпиталя.
В 1960 — защитил кандидатскую, а в 1964 году — докторскую диссертацию.
С 1960 по 1995 годы — руководитель отдела рентгенодиагностики и рентгенохирургии Научного центра хирургии АМН СССР (сейчас — Российский научный центр хирургии имени академика Б. В. Петровского), в настоящее время — профессор института.
Внедрил в практику электрорентгенографию. Впервые в СССР провел (совместно с И. Л. Тагером) рентгенотелевизионное исследование.
Сформулировал понятие «сердечное легкое» (изменения в легких при пороках сердца).
Автор 550 статей, 15 монографий, 10 методических пособий и руководств.

## Награды
- Государственная премия СССР в области науки и техники(в составе группы, за 1973 год) — за разработку и внедрение в медицинскую практику ЭРГ
- Золотая медаль РАМН имени А. Чижевского (2008) — за большой вклад в развитие новых медицинских технологий